# Tōbu série 80000
La série 80000 (80000系, 80000-kei) de Tōbu est un type de rame automotrice exploitée par l'opérateur ferroviaire privé Tōbu au Japon depuis 2025.

## Description
La série 80000 est destinée à remplacer les rames vieillissantes des séries 8000 et 10000. Les 25 exemplaires sont construits par Kinki Sharyo. Sept rames sont entièrement neuves, et les 18 autres sont composées de 4 voitures neuves et d'une voiture intermédiaire provenant de la série 60000 dont les rames sont raccourcies de 6 à 5 voitures.
L'espace voyageurs se compose de banquettes longitudinales avec des places prioritaires situées aux extrémités des voitures. Un espace appelé "Tanoshiito" (mot valise entre le mot japonais "tanoshii" (amusant) et le mot anglais "seat" (siège)) est situé aux deux extrémités de la voiture 4 et est il est réservé aux femmes enceintes et aux personnes accompagnées d'enfant. L'information voyageurs est donnée par des écrans LCD installés au-dessus des portes.
Extérieurement, les caisses sont en aluminium brut avec une bande bleue et verte près de la toiture. Des ronds colorés signalent l'emplacement des espaces "Tanoshiito".

### Extérieure
La longueur des voitures d'extrémité est de 20 ,47m et celle des voitures intermédiaires est de 20 m .La largeur de la rame est de 2,8m ,et le matériau principal utilisé pour la carrosserie est l'aluminium ,ce qui est la norme habituelle pour les trains à usage général de la Tōbu depuis la série 50000. Cependant, contrairement à la série 60000 (fabriquée par Hitachi, comme la série 50000) , la série 80000 est le premier modèle conçu pour Tōbu, qui soit fabriqué par Kinki Sharyo .
Les portes passagers sont à double charnière, avec quatre portes de chaque côté, et mesurent 1 300 mm de large . [ 4 ]

### Intérieure
Le thème général intérieur est « salon », et le design vise à créer un espace calme qui donne envie de dire « je suis à la maison »  .Les couleurs des moquettes de sol et des sièges ont changé par rapport à la série 60000, et des décorations ont été ajoutées sur le mur derrière le compartiment conducteur.
L'espace « Tanoshiito » dans la quatrième voiture de chaque train ,est conçu pour plaire aux familles et aux enfants. Cet espace permet aux passagers de placer des poussettes et de s'asseoir directement à côté d'elles .« Tanoshiito » est une marque déposée de Tōbu Railway (brevet n° 6793095) .  
Un agencement de deux écrans LCD de 17,5 pouces accolés est installé dans le linteau au-dessus des portes , et des caméras de sécurité ont également été installées au-dessus de celles-ci pour plus de sécurité. La fenêtre située dans la paroi séparant le compartiment conducteur et le compartiment passagers est également de grande taille, et une main courante a été installée. Cela permet aux enfants de profiter de la vue ,sans avoir à être tenus par leurs parents, par la fenêtre de la porte de secours, qui a également été agrandie vers le bas. 
Le sol est paré d'un pseudo parquet pour donner l'impression d'un intérieur type maison.

#### Cabine de conduite
La cabine de conduite de la série 80000 est la première des "nouveaux trains de banlieue de Tōbu" à être équipée d'une commande principale (manipulateur de traction) à levier unique, utilisée pour la traction et le freinage, actionnée à gauche .Tous les instruments, à l'exception du manomètre, ont été regroupés sur un double écran LCD. Celui de gauche affiche principalement le compteur de vitesse, tandis que celui de droite affiche des informations en temps réel, telles que le taux d'occupation , la température intérieure et la vitesse de circulation. En prévision de la future exploitation par un seul opérateur "Wanman" (prévue pour 2026), la cabine est équipée de boutons pour ouvrir et fermer les portes près du manipulateur en plus de ceux près de la porte, d'un micro, et d'un écran de surveillance situé en hauteur dans la cabine de conduite. Parmi les autres caractéristiques, on trouve un dispositif permettant de verrouiller trois des quatre portes par caisse, ainsi qu'un avertisseur sonore externe .
| Info voyageur |  | Espace UFR |  | Espace Tanoshiito |
| Info voyageur |  | Espace UFR |  | Espace Tanoshiito |

### Caractéristiques techniques
Pour les moteurs ,le train est équipé de SynTRACS , un système de propulsion de véhicule qui utilise des moteurs à réluctance synchrone comme moteurs de traction, une première pour une entreprise de chemin de fer privé  . De plus, le train sera équipé d'un système de batterie embarqué qui combine des batteries lithium-ion SCiB et des dispositifs SIV .Le dispositif de contrôle utilise un onduleur VVVF qui utilise des éléments SiC complets .
Le SIV (Onduleur statique) est de type IGBT à 3 niveaux pour l'alimentation auxiliaire . AC 440 V , 60 Hz , 200 kVA, et le système ES peut fournir de l'énergie (440 V) pour faire fonctionner le compresseur en cas de panne SIV. Chaque train est équipé d'un compresseur d'air électrique à spirale sans huile . Il est également équipé d'un déshumidificateur avec silencieux et chauffage, d'une capacité de 1 155 Nl par minute.
Parmi les cinq nouveaux trains fabriqués au cours de l'exercice 2024, seuls les quatrième et cinquième trains (81504F et 81505F) sont équipés de caméras et de dispositifs d'inspection permettant de surveiller l'état des installations, incluant les caténaires , la surveillance de l'adhérence des rails , la surveillance du déplacement des voies , la surveillance des matériaux de la voie, et les inspections des bobines de mise à la terre. Ce système surveille en permanence l'état des installations ferroviaires en fonctionnement normal et utilise également des technologies numériques telles que des caméras et des capteurs pour effectuer des inspections fréquentes des installations, améliorant ainsi la sécurité. La voiture SaHa 83500 est équipée d' un système de surveillance des installations de voie (communément appelé « Mimamoni » )

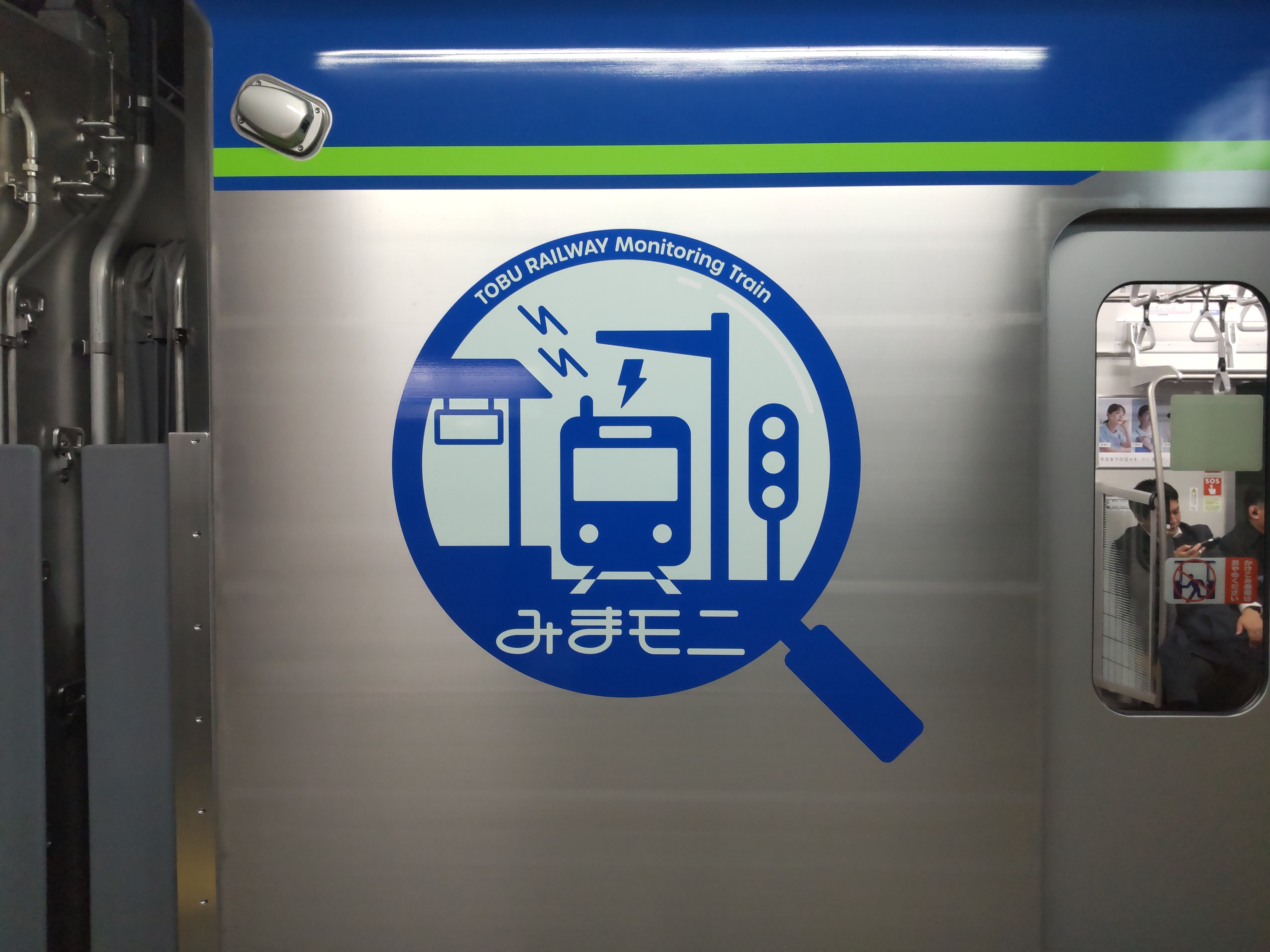
Logo Mimamoni

Cela évite d'affecter un train de surveillance de voie (Vigirail) sur la ligne, chaque train de banlieue ayant ces dispositifs étant un vigirail.

## Histoire
La première rame est entrée en service le 8 mars 2025.

## Services
Les rames sont affectées à la ligne Tōbu Urban Park  (anciennement Ligne Tōbu Noda)..

## Formations
Le train est composé de cinq voitures (Tc-MTM-Tc) , avec un rapport de (2M3T)  . C'est un rapport de motrices faible.
les quatrième et cinquième trains (81504F et 81505F) sont équipés du système de surveillance des installations de voie (Mimamoni) dans la voiture SaHa 83500.
|                   | ← Kashiwa Ōmiya→ |                   |                   |                   |                  |
|                   |                  |                   |                   |                   |                  |
| Numero de voiture | 5                | 4 <               | 3                 | 2 <               | 1                |
| Désignation       | Tc1              | M1                | T1/T2/T3*         | M2                | Tc2              |
| Numérotation      | Kuha(クハ) 81500 | Moha (モハ)82500  | Saha (サハ) 83500 | Moha (モハ) 84500 | Kuha(クハ) 85500 |
| Equipements       |                  | CONT, SIV, CP     | LUN               | CONT, SIV, CP     |                  |
| Remarques         |                  | Espace Tanoshiito |                   |                   |                  |

- La Saha 83500 est nommée T2 si les dispositifs de surveillance sont installés , T1 si il n'y en a pas, et T3 si ce sont des remorques issues des séries 60000.

Kuha(クハ): Remorque d'extrémité
Moha (モハ) : motrice
Saha (サハ) : remorque
CONT: Contrôleur de puissance 
SIV: Onduleur statique
CP: Compresseur
LUN: Dispositifs de surveillance Mimamoni

## Galerie photos

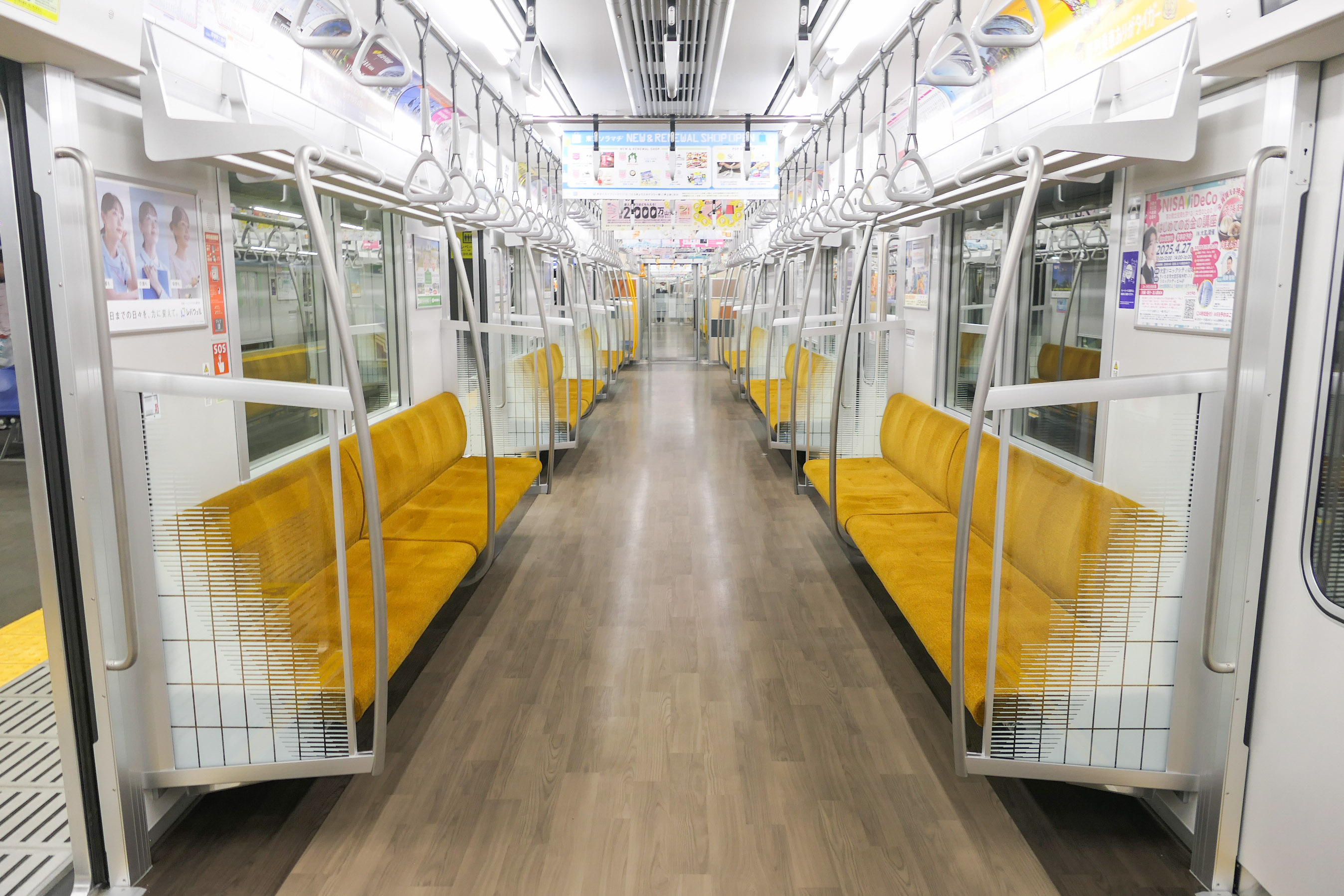
Intérieur de la rame.
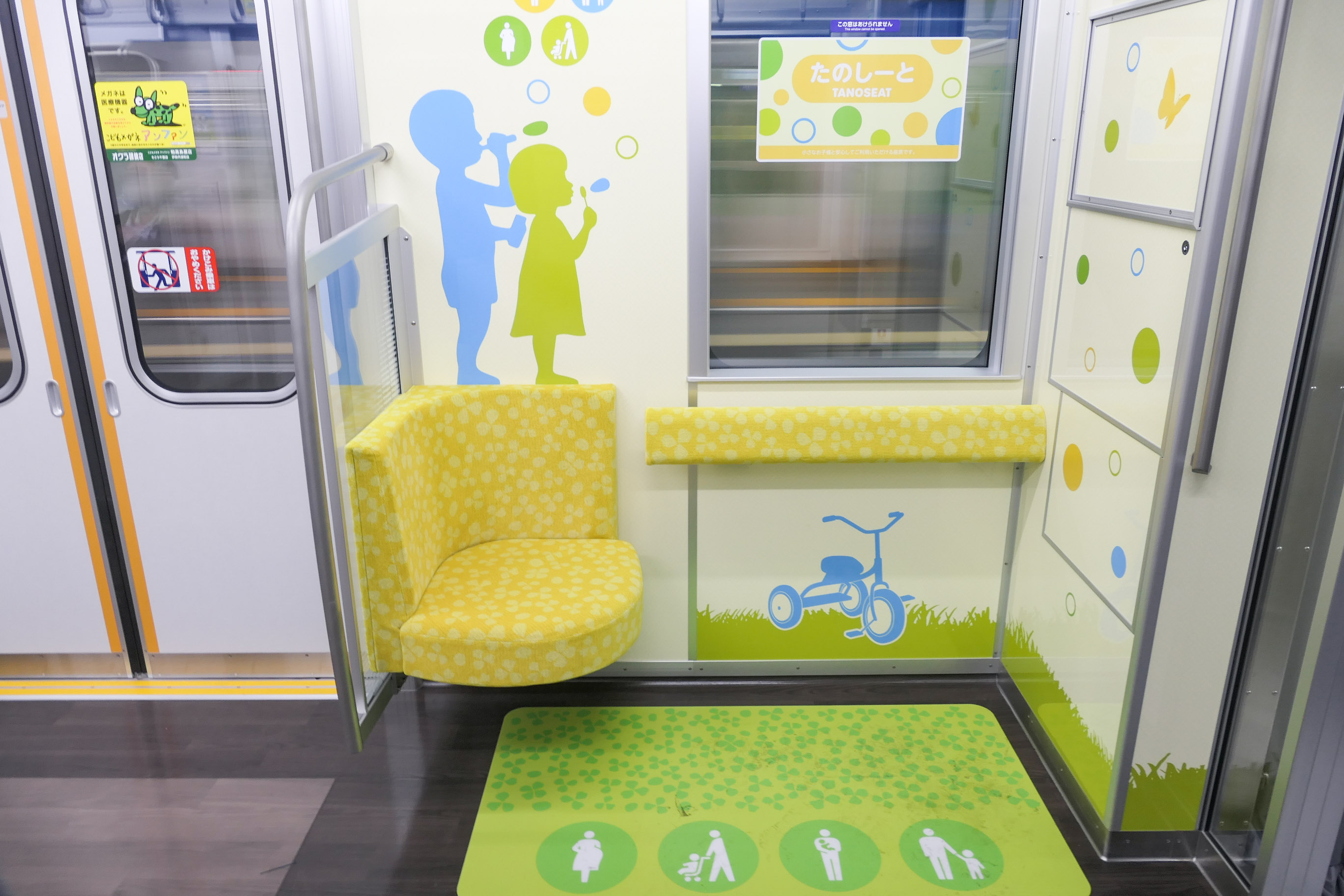
Espace réservé "Tanoshito".
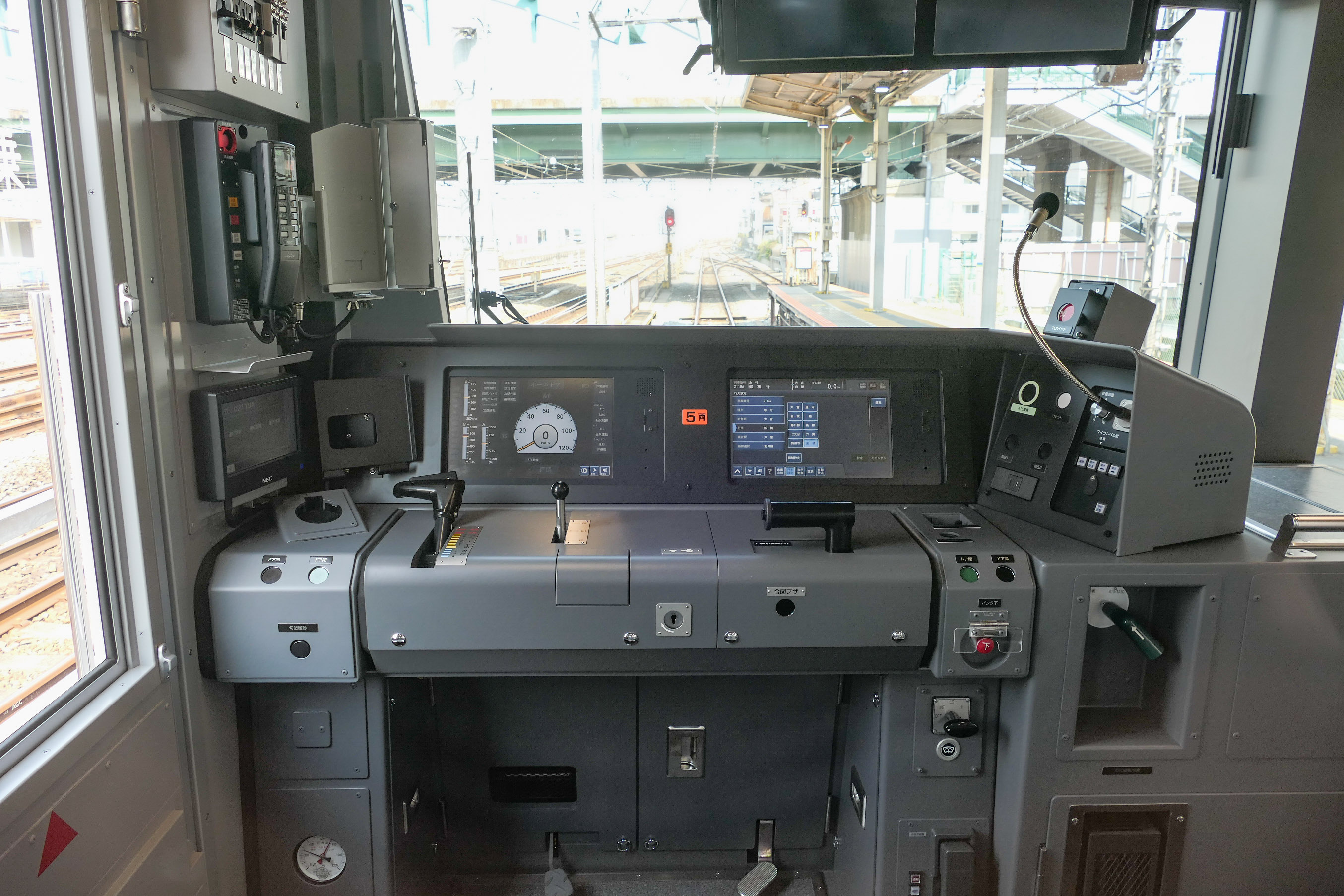
Cabine de conduite.